# Староцурухайтуй
Староцурухайту́й (рос. Староцурухайтуй) — село у складі Приаргунського округу Забайкальського краю, Росія.

## Населення
Населення — 963 особи (2010; 993 у 2002).
Національний склад (станом на 2002 рік):
- росіяни — 91 %